# Clasificación de UEFA para la Copa Mundial Femenina de Fútbol de 2015
Para la Copa Mundial Femenina de Fútbol de 2015, la UEFA dispone de 8 cupos disputados entre 46 selecciones nacionales. El torneo comenzó el 4 de abril del 2013 con la Ronda preliminar y se dispone que finalice el 26 de noviembre del 2014 con el último encuentro válido por los Play-offs para determinar la octava plaza.

## Reglamento
El campeonato se divide en tres fases, la Ronda preliminar, la Fase de grupos y los Play-offs.
La Ronda preliminar es disputada por las ocho peores selecciones nacionales divididas en dos zonas o grupos mediante el sistema de todos contra todos a una sola rueda, avanzando de fase los dos mejores de cada zona.
La Fase de grupos es la segunda etapa del campeonato, comenzó el 20 de septiembre del 2013 y está pensado finalice el 17 de septiembre del 2014. En esta participan las cuatro selecciones clasificadas de la ronda preliminar más las 38 restantes. Se disputará en siete zonas de seis mediante el sistema de todos contra todos a dos ruedas (local y visitante) dentro de cada zona. Clasificarán al mundial los mejores seleccionados de cada grupo.
Por otra parte, se confeccionará una tabla con los segundos de grupo, donde se tendrán en cuenta los enfrentamientos de cada grupo exceptuando contra los colistas (es decir, contra el 1.º, 3.º, 4.º y 5.º) para determinar cuatro combinados que avanzarán a la fase de Play-offs.
Los Play-offs serán disputados por cuatro seleccionados donde los de mejor coeficiente enfrentarán a los de peor coeficiente en cruces de ida y vuelta. Los ganadores de los cruces avanzarán a una final donde el ganador ocupará el octavo cupo de la UEFA.
Régimen de desempates según la página oficial de UEFA
Ronda preliminar/Fase de grupos:
1. mayor cantidad de puntos obtenidos en el grupo
2. mayor diferencia de gol
3. mayor cantidad de goles anotados a favor
4. mayor cantidad de goles anotados a favor como visitante (válido para Fase de grupos)
5. mejor ránkin UEFA

Si dos o más selecciones terminan empatadas tras los criterios previamente mencionados, se recurrirá a
1. mayor cantidad de puntos entre equipos empatados
2. mayor diferencia de gol entre equipos empatados
3. diferencia de goles en los partidos de grupo entre los equipos empatados
4. mayor número de goles marcados en los encuentros de grupo entre los equipos empatados
5. si ambos equipos poseen el mismo ranking, saldrá ganador quien tenga
  1. mejor diferencia de gol
  2. más goles marcados a favor
6. mejor ranking pasado

Play-offs
1. mayor cantidad de puntos en la serie
2. mejor diferencia de gol en la serie
3. ante igualdad de goles, mayor cantidad de goles como visitante
4. ante igualdad en los previos criterios, se recurrirá al tiempo extra y a los tiros desde el punto penal de ser necesario

## Ronda preliminar
- Leyenda: Pts: Puntos; PJ: Partidos jugados; PG: Partidos ganados; PE: Partidos empatados; PP: Partidos perdidos; GF: Goles a favor; GC: Goles en contra; Dif: Diferencia de goles.

### Grupo A
El Grupo A fue disputado en su totalidad en el estadio Centenary, de la ciudad maltesa Ta' Qali entre el 4 y 9 de abril del 2013.
| Equipo     | Pts | PJ | PG | PE | PP | GF | GC | Dif |
| ---------- | --- | -- | -- | -- | -- | -- | -- | --- |
| Malta      | 7   | 3  | 2  | 1  | 0  | 9  | 1  | 8   |
| Albania    | 7   | 3  | 2  | 1  | 0  | 5  | 2  | 3   |
| Letonia    | 1   | 3  | 0  | 1  | 2  | 0  | 4  | -4  |
| Luxemburgo | 1   | 3  | 0  | 1  | 2  | 1  | 8  | -7  |

| 4 de abril de 2013, 16:00 UTC+1 | Albania  | 1:1 (0:0) | Malta      | Estadio Centenary, Ta' Qali |                         |
|                                 | Curo 76' | Reporte   | 80' Theuma | Árbitro(s): Petra Chudá     | Árbitro(s): Petra Chudá |

| 4 de abril de 2013, 18:30 UTC+1 | Luxemburgo | 0:0     | Letonia | Estadio Centenary, Ta' Qali |                             |
|                                 |            | Reporte |         | Árbitro(s): Floarea Ionescu | Árbitro(s): Floarea Ionescu |

| 6 de abril de 2013, 11:00 UTC+1 | Albania                 | 2:0 (2:0) | Letonia | Estadio Centenary, Ta' Qali              |                                          |
|                                 | Memedov 17' · Velaj 41' | Reporte   |         | Árbitro(s): Yuliya Medvedeva-Keldyusheva | Árbitro(s): Yuliya Medvedeva-Keldyusheva |

| 6 de abril de 2013, 13:30 UTC+1 | Malta                                                             | 6:0 (4:0) | Luxemburgo | Estadio Centenary, Ta' Qali |                             |
|                                 | Carabott 12' · Theuma 25' 61' · Cuschieri 28' · Buttigieg 29' 50' | Reporte   |            | Árbitro(s): Floarea Ionescu | Árbitro(s): Floarea Ionescu |

| 9 de abril de 2013, 16:00 UTC+1 | Luxemburgo | 1:2 (1:1) | Albania                | Estadio Centenary, Ta' Qali |                         |
|                                 | Maurer 45' | Reporte   | 16' Maurer · 69' Velaj | Árbitro(s): Petra Chudá     | Árbitro(s): Petra Chudá |

| 9 de abril de 2013, 18:30 UTC+1 | Letonia | 0:2 (0:1) | Malta                        | Estadio Centenary, Ta' Qali              |                                          |
|                                 |         | Reporte   | 45+1' Theuma · 83' Cuschieri | Árbitro(s): Yuliya Medvedeva-Keldyusheva | Árbitro(s): Yuliya Medvedeva-Keldyusheva |

### Grupo B
El Grupo B fue disputado en su totalidad en el Vilniaus LFF Stadionas, de la ciudad Vilnius, en Lituania entre el 4 y 9 de abril del 2013.
| Equipo      | Pts | PJ | PG | PE | PP | GF | GC | Dif |
| ----------- | --- | -- | -- | -- | -- | -- | -- | --- |
| Islas Feroe | 7   | 3  | 2  | 1  | 0  | 6  | 4  | 2   |
| Montenegro  | 5   | 3  | 1  | 2  | 0  | 6  | 4  | 2   |
| Georgia     | 3   | 3  | 1  | 0  | 2  | 5  | 7  | -2  |
| Lituania    | 1   | 3  | 0  | 1  | 2  | 4  | 6  | -2  |

| 4 de abril de 2013, 14:00 UTC+2 | Islas Feroe                    | 3:3 (0:1) | Montenegro                 | Vilniaus LFF Stadionas, Vilnius |                            |
|                                 | Sevdal 49' 76' · Magnussen 51' | Reporte   | 18' 65' Vukčević · 59' Kuć | Árbitro(s): Linn Andersson      | Árbitro(s): Linn Andersson |

| 4 de abril de 2013, 18:30 UTC+2 | Georgia                                                               | 4:3 (2:2) | Lituania                                    | Vilniaus LFF Stadionas, Vilnius   |                                   |
|                                 | Pasikashvili 32' · Chkonia 39' · Matveeva 60' · Kunickaitė 85' (a.g.) | Reporte   | 9' Vanagaitė · 17' Bložytė · 82' Mažukėlytė | Árbitro(s): Paloma Quintero Siles | Árbitro(s): Paloma Quintero Siles |

| 6 de abril de 2013, 14:00 UTC+2 | Georgia | 0:2 (0:1) | Montenegro                           | Vilniaus LFF Stadionas, Vilnius |                          |
|                                 |         | Reporte   | 38' (a.g.) Kvelidze · 90+1' Vukčević | Árbitro(s): Dilan Gökçek        | Árbitro(s): Dilan Gökçek |

| 6 de abril de 2013, 18:30 UTC+2 | Lituania | 0:1 (0:0) | Islas Feroe   | Vilniaus LFF Stadionas, Vilnius |  |
|                                 |          | Reporte   | 61' Andreasen |                                 |  |

| 9 de abril de 2013, 14:00 UTC+2 | Islas Feroe    | 2:1 (1:0) | Georgia         | Vilniaus LFF Stadionas, Vilnius |  |
|                                 | Sevdal 38' 73' | Reporte   | 47' Chichinadze |                                 |  |

| 9 de abril de 2013, 18:30 UTC+2 | Montenegro   | 1:1 (0:0) | Lituania        | Vilniaus LFF Stadionas, Vilnius |                            |
|                                 | Vukčević 60' | Reporte   | 90+1' Vanagaitė | Árbitro(s): Linn Andersson      | Árbitro(s): Linn Andersson |

## Fase de grupos

### Grupo 1
| Equipo     | Pts | PJ | PG | PE | PP | GF | GC | Dif |
| ---------- | --- | -- | -- | -- | -- | -- | -- | --- |
| Alemania   | 30  | 10 | 10 | 0  | 0  | 62 | 4  | 58  |
| Rusia      | 22  | 10 | 7  | 1  | 2  | 19 | 18 | 1   |
| Irlanda    | 17  | 10 | 5  | 2  | 3  | 13 | 9  | 4   |
| Croacia    | 8   | 10 | 2  | 2  | 6  | 7  | 20 | -13 |
| Eslovenia  | 6   | 10 | 2  | 0  | 8  | 7  | 34 | -27 |
| Eslovaquia | 4   | 10 | 1  | 1  | 8  | 6  | 29 | -23 |

| Fecha                    | Lugar                             |            |                       | Resultado  |                       |            |
| ------------------------ | --------------------------------- | ---------- | --------------------- | ---------- | --------------------- | ---------- |
| 21 de septiembre de 2013 | Stadion der Freundschaft, Cottbus | Alemania   | Bandera de Alemania   | 9:0 (4:0)  | Bandera de Rusia      | Rusia      |
| 22 de septiembre de 2013 | Carlisle Grounds. Bray            | Irlanda    | Bandera de Irlanda    | 2:0 (0:0)  | Bandera de Eslovaquia | Eslovaquia |
| 26 de septiembre de 2013 | Gradski stadion, Sinj             | Croacia    | Bandera de Croacia    | 1:1 (1:0)  | Bandera de Irlanda    | Irlanda    |
| 26 de septiembre de 2013 | National Training Centre, Senec   | Eslovaquia | Bandera de Eslovaquia | 1:3 (0:2)  | Bandera de Eslovenia  | Eslovenia  |
| 26 de octubre de 2013    | Sv. Josip Radnik, Sesvete         | Croacia    | Bandera de Croacia    | 0:1 (0:1)  | Bandera de Eslovaquia | Eslovaquia |
| 26 de octubre de 2013    | ŠRC Bonifika, Koper               | Eslovenia  | Bandera de Eslovenia  | 0:13 (0:7) | Bandera de Alemania   | Alemania   |
| 30 de octubre de 2013    | Ob Jezeru, Velenje                | Eslovenia  | Bandera de Eslovenia  | 0:3 (0:2)  | Bandera de Irlanda    | Irlanda    |
| 30 de octubre de 2013    | Bornheimer Hang, Fráncfort        | Alemania   | Bandera de Alemania   | 4:0 (0:0)  | Bandera de Croacia    | Croacia    |
| 31 de octubre de 2013    | National Training Centre, Senec   | Eslovaquia | Bandera de Eslovaquia | 0:2 (0:0)  | Bandera de Rusia      | Rusia      |
| 23 de noviembre de 2013  | Štadión MŠK Žilina, Žilina        | Eslovaquia | Bandera de Eslovaquia | 0:6 (0:1)  | Bandera de Alemania   | Alemania   |
| 27 de noviembre de 2013  | Stadion Gradski vrt, Osijek       | Croacia    | Bandera de Croacia    | 0:8 (0:3)  | Bandera de Alemania   | Alemania   |
| 5 de abril de 2014       | Rodini, Jimki                     | Rusia      | Bandera de Rusia      | 4:1 (2:1)  | Bandera de Eslovenia  | Eslovenia  |
| 5 de abril de 2014       | Tallaght Stadium, Dublín          | Irlanda    | Bandera de Irlanda    | 2:3 (1:0)  | Bandera de Alemania   | Alemania   |
| 9 de abril de 2014       | Rodini, Jimki                     | Rusia      | Bandera de Rusia      | 1:0 (1:0)  | Bandera de Croacia    | Croacia    |
| 10 de abril de 2014      | Carl-Benz-Stadion, Mannheim       | Alemania   | Bandera de Alemania   | 4:0 (2:0)  | Bandera de Eslovenia  | Eslovenia  |
| 7 de mayo de 2014        | Tallaght Stadium, Dublín          | Irlanda    | Bandera de Irlanda    | 1:3 (1:3)  | Bandera de Rusia      | Rusia      |
| 8 de mayo de 2014        | Bremer Brücke, Osnabrück          | Alemania   | Bandera de Alemania   | 9:1 (5:0)  | Bandera de Eslovaquia | Eslovaquia |
| 8 de mayo de 2014        | Mestni Stadion Ptuj, Ptuj         | Eslovenia  | Bandera de Eslovenia  | 0:3 (0:3)  | Bandera de Croacia    | Croacia    |
| 14 de junio de 2014      | Tallaght Stadium, Dublín          | Irlanda    | Bandera de Irlanda    | 1:0 (0:0)  | Bandera de Croacia    | Croacia    |
| 14 de junio de 2014      | Domžale, Domžale                  | Eslovenia  | Bandera de Eslovenia  | 1:2 (0:2)  | Bandera de Rusia      | Rusia      |
| 19 de junio de 2014      | National Training Centre, Senec   | Eslovaquia | Bandera de Eslovaquia | 1:1 (1:1)  | Bandera de Croacia    | Croacia    |
| 19 de junio de 2014      | Krasnoyarsk, Krasnoyarsk          | Rusia      | Bandera de Rusia      | 0:0        | Bandera de Irlanda    | Irlanda    |
| 20 de agosto de 2014     | Tallaght Stadium, Dublín          | Irlanda    | Bandera de Irlanda    | 2:0 (1:0)  | Bandera de Eslovenia  | Eslovenia  |
| 21 de agosto de 2014     | Krylia Sovetov, Moscú             | Rusia      | Bandera de Rusia      | 3:1 (0:1)  | Bandera de Eslovaquia | Eslovaquia |
| 13 de septiembre de 2014 | Luzhniki Sports Complex, Moscú    | Rusia      | Bandera de Rusia      | 1:4 (1:3)  | Bandera de Alemania   | Alemania   |
| 13 de septiembre de 2014 | National Training Centre, Senec   | Eslovaquia | Bandera de Eslovaquia | 0:1 (0:0)  | Bandera de Irlanda    | Irlanda    |
| 13 de septiembre de 2014 | Stadion Lučko, Zagreb             | Croacia    | Bandera de Croacia    | 1:0 (1:0)  | Bandera de Eslovenia  | Eslovenia  |
| 17 de septiembre de 2014 | Športni Center, Dravograd         | Eslovenia  | Bandera de Eslovenia  | 2:1 (0:0)  | Bandera de Eslovaquia | Eslovaquia |
| 17 de septiembre de 2014 | Siget, Zagreb                     | Croacia    | Bandera de Croacia    | 1:3 (1:2)  | Bandera de Rusia      | Rusia      |
| 17 de septiembre de 2014 | Albstadion, Heidenheim            | Alemania   | Bandera de Alemania   | 2:0 (2:0)  | Bandera de Irlanda    | Irlanda    |

### Grupo 2
| Equipo              | Pts | PJ | PG | PE | PP | GF | GC | Dif |
| ------------------- | --- | -- | -- | -- | -- | -- | -- | --- |
| España              | 28  | 10 | 9  | 1  | 0  | 42 | 2  | 40  |
| Italia              | 25  | 10 | 8  | 1  | 1  | 48 | 5  | 43  |
| Rumania             | 14  | 10 | 4  | 2  | 4  | 20 | 8  | 12  |
| República Checa     | 14  | 10 | 4  | 2  | 4  | 21 | 18 | 3   |
| Estonia             | 4   | 10 | 1  | 1  | 8  | 5  | 35 | -30 |
| Macedonia del Norte | 1   | 10 | 0  | 1  | 9  | 6  | 74 | -68 |

| Fecha                    | Lugar                                     |                 |                                | Resultado  |                                |                 |
| ------------------------ | ----------------------------------------- | --------------- | ------------------------------ | ---------- | ------------------------------ | --------------- |
| 20 de septiembre de 2013 | Mladost, Strumica                         | Macedonia       | Bandera de Macedonia del Norte | 1:9 (1:4)  | Bandera de Rumania             | Rumanía         |
| 20 de septiembre de 2013 | Lilleküla Stadium, Tallin                 | Estonia         | Bandera de Estonia             | 1:5 (0:0)  | Bandera de Italia              | Italia          |
| 26 de septiembre de 2014 | Estadio R. Mercante, Bassano del Grappa   | Italia          | Bandera de Italia              | 1:0 (0:0)  | Bandera de Rumania             | Rumanía         |
| 26 de octubre de 2013    | Mladost, Strumica                         | Macedonia       | Bandera de Macedonia del Norte | 1:3 (0:1)  | Bandera de República Checa     | República Checa |
| 27 de octubre de 2014    | Ciudad deportiva Collado Villalba, Madrid | España          | Bandera de España              | 6:0 (3:0)  | Bandera de Estonia             | Estonia         |
| 30 de octubre de 2013    | Mladost, Strumica                         | Macedonia       | Bandera de Macedonia del Norte | 0:2 (0:1)  | Bandera de Estonia             | Estonia         |
| 30 de octubre de 2013    | Cluj Arena, Cluj-Napoca                   | Rumanía         | Bandera de Rumania             | 0:0        | Bandera de República Checa     | República Checa |
| 31 de octubre de 2013    | Campo de fútbol Matap, Madrid             | España          | Bandera de España              | 2:0 (1:0)  | Bandera de Italia              | Italia          |
| 23 de noviembre de 2013  | Estadio El Deleite, Madrid                | España          | Bandera de España              | 1:0 (1:0)  | Bandera de Rumania             | Rumanía         |
| 27 de noviembre de 2013  | Estadio Fernando Torres, Fuenlabrada      | España          | Bandera de España              | 3:2 (2:0)  | Bandera de República Checa     | República Checa |
| 13 de febrero de 2014    | Estadio Silvio Piola, Novara              | Italia          | Bandera de Italia              | 6:1 (2:1   | Bandera de República Checa     | República Checa |
| 13 de febrero de 2014    | Estadio Las Gaunas, Logroño               | España          | Bandera de España              | 12:0 (4:0) | Bandera de Macedonia del Norte | Macedonia       |
| 5 de abril de 2014       | Stadio Romeo Menti, Vicenza               | Italia          | Bandera de Italia              | 0:0        | Bandera de España              | España          |
| 10 de abril de 2014      | FFM Training Centre, Skopje               | Macedonia       | Bandera de Macedonia del Norte | 0:10 (0:5) | Bandera de España              | España          |
| 10 de abril de 2014      | Cluj Arena, Cluj-Napoca                   | Rumanía         | Bandera de Rumania             | 1:2 (0:1)  | Bandera de Italia              | Italia          |
| 26 de abril de 2014      | Mestský fotbalovy, Opava                  | República Checa | Bandera de República Checa     | 6:0 (5:0)  | Bandera de Estonia             | Estonia         |
| 7 de mayo de 2014        | Stonky, Uherské Hradište                  | República Checa | Bandera de República Checa     | 0:0        | Bandera de Rumania             | Rumanía         |
| 8 de mayo de 2014        | FFM Training Centre, Skopje               | Macedonia       | Bandera de Macedonia del Norte | 0:11 (0:7) | Bandera de Italia              | Italia          |
| 8 de mayo de 2014        | Lilleküla Stadium, Tallin                 | Estonia         | Bandera de Estonia             | 0:5 (0:3)  | Bandera de España              | España          |
| 14 de junio de 2014      | FK Victoria Stadion, Praga                | República Checa | Bandera de República Checa     | 0:4 (0:4)  | Bandera de Italia              | Italia          |
| 15 de junio de 2014      | Haapsalu Stadium, Haapsalu                | Estonia         | Bandera de Estonia             | 1:1 (1:1)  | Bandera de Macedonia del Norte | Macedonia       |
| 18 de junio de 2014      | FK Victoria Stadion, Praga                | República Checa | Bandera de República Checa     | 5:2 (1:0)  | Bandera de Macedonia del Norte | Macedonia       |
| 19 de junio de 2014      | Haapsalu Stadium, Haapsalu                | Estonia         | Bandera de Estonia             | 0:2 (0:2)  | Bandera de Rumania             | Rumanía         |
| 20 de agosto de 2014     | Lilleküla Stadium, Tallin                 | Estonia         | Bandera de Estonia             | 1:4 (0:2)  | Bandera de República Checa     | República Checa |
| 21 de agosto de 2014     | Mogosoaia, Bucarest                       | Rumanía         | Bandera de Rumania             | 6:1 (2:0)  | Bandera de Macedonia del Norte | Macedonia       |
| 13 de septiembre de 2014 | Stadio Silvio Piola, Vercelli             | Italia          | Bandera de Italia              | 4:0 (3:0)  | Bandera de Estonia             | Estonia         |
| 13 de septiembre de 2014 | Mogosoaia, Bucarest                       | Rumanía         | Bandera de Rumania             | 0:2 (0:1)  | Bandera de España              | España          |
| 17 de septiembre de 2014 | Spartak Pisek, Písek                      | República Checa | Bandera de República Checa     | 0:1 (0:0)  | Bandera de España              | España          |
| 17 de septiembre de 2014 | Emil Alexandrescu, Iași                   | Rumanía         | Bandera de Rumania             | 2:0 (2:0)  | Bandera de Estonia             | Estonia         |
| 17 de septiembre de 2014 | Stadio Silvio Piola, Vercelli             | Italia          | Bandera de Italia              | 15:0 (6:0) | Bandera de Macedonia del Norte | Macedonia       |

### Grupo 3
| Equipo    | Pts | PJ | PG | PE | PP | GF | GC | Dif |
| --------- | --- | -- | -- | -- | -- | -- | -- | --- |
| Suiza     | 28  | 10 | 9  | 1  | 0  | 53 | 1  | 52  |
| Islandia  | 19  | 10 | 6  | 1  | 3  | 29 | 9  | 20  |
| Dinamarca | 18  | 10 | 5  | 3  | 2  | 25 | 6  | 19  |
| Israel    | 12  | 10 | 4  | 0  | 6  | 9  | 27 | -18 |
| Serbia    | 10  | 10 | 3  | 1  | 6  | 16 | 34 | -18 |
| Malta     | 0   | 10 | 0  | 0  | 10 | 0  | 55 | -55 |

| Fecha                    | Lugar                            |           |                      | Resultado  |                      |           |
| ------------------------ | -------------------------------- | --------- | -------------------- | ---------- | -------------------- | --------- |
| 21 de septiembre de 2013 | Centre sportif de Colovray, Nyon | Suiza     | Bandera de Suiza     | 9:0 (4:0)  | Bandera de Serbia    | Serbia    |
| 26 de septiembre de 2013 | Laugardalsvöllur, Reikiavik      | Islandia  | Bandera de Islandia  | 0:2 (0:1)  | Bandera de Suiza     | Suiza     |
| 26 de octubre de 2013    | Gradski Stadion, Inđija          | Serbia    | Bandera de Serbia    | 1:1 (1:1)  | Bandera de Dinamarca | Serbia    |
| 27 de octubre de 2013    | Estadio Ramat Gan, Ramat Gan     | Israel    | Bandera de Israel    | 2:0 (0:0)  | Bandera de Malta     | Malta     |
| 31 de octubre de 2013    | FK Obilić, Belgrado              | Serbia    | Bandera de Serbia    | 1:2 (0:2)  | Bandera de Islandia  | Islandia  |
| 31 de octubre de 2013    | Jokri Park, Vejle                | Dinamarca | Bandera de Dinamarca | 0:1 (0:1)  | Bandera de Suiza     | Suiza     |
| 24 de noviembre de 2013  | Centenary, Ta' Qali              | Malta     | Bandera de Malta     | 0:5 (0:3)  | Bandera de Dinamarca | Dinamarca |
| 24 de noviembre de 2013  | Ha Moshava, Petah Tivka          | Israel    | Bandera de Israel    | 3:1 (2:1)  | Bandera de Serbia    | Serbia    |
| 12 de febrero de 2014    | Ha Moshava, Petah Tivka          | Israel    | Bandera de Israel    | 0:5 (0:4)  | Bandera de Suiza     | Suiza     |
| 13 de febrero de 2014    | Centenary, Ta' Qali              | Malta     | Bandera de Malta     | 0:3 (0:2)  | Bandera de Serbia    | Serbia    |
| 5 de abril de 2014       | Herti-Allmend, Zug               | Suiza     | Bandera de Suiza     | 11:0 (7:0) | Bandera de Malta     | Malta     |
| 5 de abril de 2014       | Estadio Ramat Gan, Ramat Gan     | Israel    | Bandera de Israel    | 0:1 (0:0)  | Bandera de Islandia  | Islandia  |
| 10 de abril de 2014      | Brügglifeld, Aarau               | Suiza     | Bandera de Suiza     | 1:1 (0:0)  | Bandera de Dinamarca | Dinamarca |
| 10 de abril de 2014      | Centenary, Ta' Qali              | Malta     | Bandera de Malta     | 0:8 (0:4)  | Bandera de Islandia  | Islandia  |
| 7 de mayo de 2014        | Centenary, Ta' Qali              | Malta     | Bandera de Malta     | 0:2 (0:1)  | Bandera de Israel    | Israel    |
| 8 de mayo de 2014        | Jokri Park, Vejle                | Dinamarca | Bandera de Dinamarca | 3:1 (2:0)  | Bandera de Serbia    | Serbia    |
| 8 de mayo de 2014        | Colovray, Nyon                   | Suiza     | Bandera de Suiza     | 3:0 (1:0)  | Bandera de Islandia  | Islandia  |
| 14 de junio de 2014      | Niedermatten, Wohlen             | Suiza     | Bandera de Suiza     | 9:0 (5:0)  | Bandera de Israel    | Israel    |
| 14 de junio de 2014      | Gradski Stadion, Indjija         | Serbia    | Bandera de Serbia    | 5:0 (3:0)  | Bandera de Malta     | Malta     |
| 15 de junio de 2014      | Jokri Park, Vejle                | Dinamarca | Bandera de Dinamarca | 1:1 (1:1)  | Bandera de Islandia  | Islandia  |
| 19 de junio de 2014      | Laugardalsvöllur, Reikiavik      | Islandia  | Bandera de Islandia  | 5:0 (3:0)  | Bandera de Malta     | Malta     |
| 19 de junio de 2014      | Gradski Stadion, Indjija         | Serbia    | Bandera de Serbia    | 0:7 (0:2)  | Bandera de Suiza     | Suiza     |
| 19 de junio de 2014      | Estadio Ramat Gan, Ramat Gan     | Israel    | Bandera de Israel    | 0:5 (0:1)  | Bandera de Dinamarca | Dinamarca |
| 21 de agosto de 2014     | Suvača, Pećinci                  | Serbia    | Bandera de Serbia    | 3:0 (2:0)  | Bandera de Israel    | Israel    |
| 21 de agosto de 2014     | Laugardalsvöllur, Reikiavik      | Islandia  | Bandera de Islandia  | 0:1 (0:0)  | Bandera de Dinamarca | Dinamarca |
| 13 de septiembre de 2014 | Jokri Park, Vejle                | Dinamarca | Bandera de Dinamarca | 8:0 (5:0)  | Bandera de Malta     | Malta     |
| 13 de septiembre de 2014 | Laugardalsvöllur, Reikiavik      | Islandia  | Bandera de Islandia  | 3:0 (2:0)  | Bandera de Israel    | Israel    |
| 17 de septiembre de 2014 | Laugardalsvöllur, Reikiavik      | Islandia  | Bandera de Islandia  | 9:1 (3:0)  | Bandera de Serbia    | Serbia    |
| 17 de septiembre de 2014 | Victor Tedesco, Hamrun           | Malta     | Bandera de Malta     | 0:5 (0:1)  | Bandera de Suiza     | Suiza     |
| 17 de septiembre de 2014 | Jokri Park, Vejle                | Dinamarca | Bandera de Dinamarca | 0:1 (0:1)  | Bandera de Israel    | Israel    |

### Grupo 4
| Equipo               | Pts | PJ | PG | PE | PP | GF | GC | Dif |
| -------------------- | --- | -- | -- | -- | -- | -- | -- | --- |
| Suecia               | 30  | 10 | 10 | 0  | 0  | 32 | 1  | 31  |
| Escocia              | 24  | 10 | 8  | 0  | 2  | 37 | 8  | 29  |
| Polonia              | 16  | 10 | 5  | 1  | 4  | 20 | 14 | 6   |
| Bosnia y Herzegovina | 9   | 10 | 1  | 2  | 7  | 7  | 19 | -12 |
| Irlanda del Norte    | 5   | 10 | 1  | 2  | 7  | 3  | 19 | -16 |
| Islas Feroe          | 2   | 10 | 0  | 2  | 8  | 3  | 41 | -38 |

| Fecha                    | Lugar                                     |                      |                                 | Resultado |                                 |                      |
| ------------------------ | ----------------------------------------- | -------------------- | ------------------------------- | --------- | ------------------------------- | -------------------- |
| 21 de septiembre de 2013 | Malmö New Stadium, Malmö                  | Suecia               | Bandera de Suecia               | 2:0 (0:0) | Bandera de Polonia              | Polonia              |
| 22 de septiembre de 2013 | Tórsvøllur, Tórshavn                      | Islas Feroe          | Bandera de Islas Feroe          | 2:7 (0:5) | Bandera de Escocia              | Escocia              |
| 26 de septiembre de 2013 | Stadion Oporowska, Wroclaw                | Polonia              | Bandera de Polonia              | 6:0 (4:0) | Bandera de Islas Feroe          | Islas Feroe          |
| 26 de septiembre de 2013 | Fir Park, Motherwell                      | Escocia              | Bandera de Escocia              | 7:0 (3:0) | Bandera de Bosnia y Herzegovina | Bosnia y Herzegovina |
| 26 de octubre de 2013    | Bilino Polje, Zenica                      | Bosnia y Herzegovina | Bandera de Bosnia y Herzegovina | 0:1 (0:1) | Bandera de Suecia               | Suecia               |
| 26 de octubre de 2013    | Fir Park, Motherwell                      | Escocia              | Bandera de Escocia              | 2:0 (1:0) | Bandera de Irlanda del Norte    | Irlanda del Norte    |
| 30 de octubre de 2013    | Mourneview Park, Lurgan                   | Irlanda del Norte    | Bandera de Irlanda del Norte    | 0:0       | Bandera de Bosnia y Herzegovina | Bosnia y Herzegovina |
| 31 de octubre de 2013    | Groclin Dyskobolia, Grodzisk Wielkopolski | Polonia              | Bandera de Polonia              | 0:4 (0:2) | Bandera de Escocia              | Escocia              |
| 31 de octubre de 2013    | Gamla Ullevi, Gotemburgo                  | Suecia               | Bandera de Suecia               | 5:0 (4:0) | Bandera de Islas Feroe          | Islas Feroe          |
| 23 de noviembre de 2013  | Mourneview Park, Lurgan                   | Irlanda del Norte    | Bandera de Irlanda del Norte    | 0:3 (0:2) | Bandera de Polonia              | Polonia              |
| 5 de abril de 2014       | Shamrock Park, Portadown                  | Irlanda del Norte    | Bandera de Irlanda del Norte    | 0:4 (0:2) | Bandera de Suecia               | Suecia               |
| 5 de abril de 2014       | Fir Park, Motherwell                      | Escocia              | Bandera de Escocia              | 2:0 (0:0) | Bandera de Polonia              | Polonia              |
| 5 de abril de 2014       | Tórsvøllur, Tórshavn                      | Islas Feroe          | Bandera de Islas Feroe          | 1:1 (0:1) | Bandera de Bosnia y Herzegovina | Bosnia y Herzegovina |
| 10 de abril de 2014      | Tórsvøllur, Tórshavn                      | Islas Feroe          | Bandera de Islas Feroe          | 0:0       | Bandera de Irlanda del Norte    | Irlanda del Norte    |
| 10 de abril de 2014      | Bilino Polje, Zenica                      | Bosnia y Herzegovina | Bandera de Bosnia y Herzegovina | 1:3 (1:0) | Bandera de Escocia              | Escocia              |
| 8 de mayo de 2014        | Vaxjo Arena, Vaxjo                        | Suecia               | Bandera de Suecia               | 3:0 (2:0) | Bandera de Irlanda del Norte    | Irlanda del Norte    |
| 8 de mayo de 2014        | Toftír, Toftir                            | Islas Feroe          | Bandera de Islas Feroe          | 0:3 (0:2) | Bandera de Polonia              | Polonia              |
| 14 de junio de 2014      | Bilino Polje, Zenica                      | Bosnia y Herzegovina | Bandera de Bosnia y Herzegovina | 1:0 (0:0) | Bandera de Irlanda del Norte    | Irlanda del Norte    |
| 14 de junio de 2014      | Fir Park, Motherwell                      | Escocia              | Bandera de Escocia              | 1:3 (1:2) | Bandera de Suecia               | Suecia               |
| 18 de junio de 2014      | Bilino Polje, Zenica                      | Bosnia y Herzegovina | Bandera de Bosnia y Herzegovina | 1:1 (1:0) | Bandera de Polonia              | Polonia              |
| 19 de junio de 2014      | Estadio Solitude, Belfast                 | Irlanda del Norte    | Bandera de Irlanda del Norte    | 0:2 (0:1) | Bandera de Escocia              | Escocia              |
| 19 de junio de 2014      | Tórsvøllur, Tórshavn                      | Islas Feroe          | Bandera de Islas Feroe          | 0:5 (0:3) | Bandera de Suecia               | Suecia               |
| 20 de agosto de 2014     | Bilino Polje, Zenica                      | Bosnia y Herzegovina | Bandera de Bosnia y Herzegovina | 2:0 (0:0) | Bandera de Islas Feroe          | Islas Feroe          |
| 21 de agosto de 2014     | Stadion Miejski, Starogard Gdański        | Polonia              | Bandera de Polonia              | 0:4 (0:1) | Bandera de Suecia               | Suecia               |
| 13 de septiembre de 2014 | Fir Park, Motherwell                      | Escocia              | Bandera de Escocia              | 9:0 (3:0) | Bandera de Islas Feroe          | Islas Feroe          |
| 13 de septiembre de 2014 | Gamla Ullevi, Gotemburgo                  | Suecia               | Bandera de Suecia               | 3:0 (2:0) | Bandera de Bosnia y Herzegovina | Bosnia y Herzegovina |
| 13 de septiembre de 2014 | Public Stadium, Toruń                     | Polonia              | Bandera de Polonia              | 4:0 (3:0) | Bandera de Irlanda del Norte    | Irlanda del Norte    |
| 17 de septiembre de 2014 | Osrodek Sportu i Rekreacji, Włocławek     | Polonia              | Bandera de Polonia              | 3:1 (3:1) | Bandera de Bosnia y Herzegovina | Bosnia y Herzegovina |
| 17 de septiembre de 2014 | Gamla Ullevi, Gotemburgo                  | Suecia               | Bandera de Suecia               | 2:0 (2:0) | Bandera de Escocia              | Escocia              |
| 17 de septiembre de 2014 | Mourneview Park, Lurgan                   | Irlanda del Norte    | Bandera de Irlanda del Norte    | 3:0 (1:0) | Bandera de Islas Feroe          | Islas Feroe          |

### Grupo 5
| Equipo       | Pts | PJ | PG | PE | PP | GF | GC | Dif |
| ------------ | --- | -- | -- | -- | -- | -- | -- | --- |
| Noruega      | 27  | 10 | 9  | 0  | 1  | 41 | 5  | 36  |
| Países Bajos | 25  | 10 | 8  | 1  | 1  | 43 | 6  | 37  |
| Bélgica      | 19  | 10 | 6  | 1  | 3  | 34 | 11 | 23  |
| Portugal     | 12  | 10 | 4  | 0  | 6  | 19 | 21 | -2  |
| Grecia       | 3   | 10 | 1  | 0  | 9  | 6  | 49 | -43 |
| Albania      | 3   | 10 | 1  | 0  | 9  | 3  | 54 | -51 |

| Fecha                    | Lugar                                     |              |                             | Resultado  |                             |              |
| ------------------------ | ----------------------------------------- | ------------ | --------------------------- | ---------- | --------------------------- | ------------ |
| 21 de septiembre de 2013 | Roi Baudouin, Bruselas                    | Bélgica      | Bandera de Bélgica          | 2:0 (1:0)  | Bandera de Albania          | Albania      |
| 25 de septiembre de 2013 | Ullevaal Stadion, Oslo                    | Noruega      | Bandera de Noruega          | 4:1 (2:0)  | Bandera de Bélgica          | Bélgica      |
| 26 de septiembre de 2013 | Municipal, Fyli Attikis                   | Grecia       | Bandera de Grecia           | 1:5 (0:2)  | Bandera de Portugal         | Portugal     |
| 26 de septiembre de 2013 | Stadiumi Kombëtar Qemal Stafa, Tirana     | Albania      | Bandera de Albania          | 0:4 (0:2)  | Bandera de los Países Bajos | Países Bajos |
| 26 de octubre de 2013    | Municipal, Lebadea                        | Grecia       | Bandera de Grecia           | 1:7 (1:3)  | Bandera de Bélgica          | Bélgica      |
| 26 de octubre de 2013    | Sarpsborg Stadion, Sarpsborg              | Noruega      | Bandera de Noruega          | 7:0 (3:0)  | Bandera de Albania          | Albania      |
| 26 de octubre de 2013    | Dr. José Vieira Carvalho, Maia            | Portugal     | Bandera de Portugal         | 0:7 (0:2)  | Bandera de los Países Bajos | Países Bajos |
| 30 de octubre de 2013    | Estadio Niko Dovana, Durrës               | Albania      | Bandera de Albania          | 1:0 (0:0)  | Bandera de Grecia           | Grecia       |
| 30 de octubre de 2013    | Kras Stadion, Volendam                    | Países Bajos | Bandera de los Países Bajos | 1:2 (1:2)  | Bandera de Noruega          | Noruega      |
| 31 de octubre de 2013    | Olympisch Stadion, Amberes                | Bélgica      | Bandera de Bélgica          | 4:1 (1:1)  | Bandera de Portugal         | Portugal     |
| 23 de noviembre de 2013  | Stadion Woudestein, Róterdam              | Países Bajos | Bandera de los Países Bajos | 7:0 (4:0)  | Bandera de Grecia           | Grecia       |
| 12 de febrero de 2014    | IJsseldeltastadion, Zwolle                | Países Bajos | Bandera de los Países Bajos | 1:1 (1:0)  | Bandera de Bélgica          | Bélgica      |
| 12 de febrero de 2014    | Estadio municipal de Abrantes, Abrantes   | Portugal     | Bandera de Portugal         | 7:1 (3:0)  | Bandera de Albania          | Albania      |
| 13 de febrero de 2014    | Estadio municipal de Komotiní, Komotiní   | Grecia       | Bandera de Grecia           | 0:5 (0:1)  | Bandera de Noruega          | Noruega      |
| 5 de abril de 2014       | Pankritio , Heraklion                     | Grecia       | Bandera de Grecia           | 0:6 (0:3)  | Bandera de los Países Bajos | Países Bajos |
| 5 de abril de 2014       | Niko Dovana, Durrës                       | Albania      | Bandera de Albania          | 0:6 (0:1)  | Bandera de Bélgica          | Bélgica      |
| 9 de abril de 2014       | Dr Marques Dos Santos, Sertã              | Portugal     | Bandera de Portugal         | 1:0 (0:0)  | Bandera de Grecia           | Grecia       |
| 10 de abril de 2014      | Den Dreef, Louvain                        | Bélgica      | Bandera de Bélgica          | 1:2 (0:1)  | Bandera de Noruega          | Noruega      |
| 10 de abril de 2014      | De Braak, Helmond                         | Países Bajos | Bandera de los Países Bajos | 10:1 (5:1) | Bandera de Albania          | Albania      |
| 7 de mayo de 2014        | Tonsberg Gressbane, Tønsberg              | Noruega      | Bandera de Noruega          | 2:0 (1:0)  | Bandera de Portugal         | Portugal     |
| 7 de mayo de 2014        | Den Dreef, Louvain                        | Bélgica      | Bandera de Bélgica          | 0:2 (0:2)  | Bandera de los Países Bajos | Países Bajos |
| 14 de junio de 2014      | Brann Stadion, Bergen                     | Noruega      | Bandera de Noruega          | 6:0 (5:0)  | Bandera de Grecia           | Grecia       |
| 14 de junio de 2014      | Loni Papuçiu, Fier                        | Albania      | Bandera de Albania          | 0:3 (0:0)  | Bandera de Portugal         | Portugal     |
| 18 de junio de 2014      | Marcelino de Castro, Santa Maria da Feira | Portugal     | Bandera de Portugal         | 0:2 (0:2)  | Bandera de Noruega          | Noruega      |
| 13 de septiembre de 2014 | De Koel, Venlo                            | Países Bajos | Bandera de los Países Bajos | 3:2 (1:0)  | Bandera de Portugal         | Portugal     |
| 13 de septiembre de 2014 | Niko Dovana, Durres                       | Albania      | Bandera de Albania          | 0:11 (0:4) | Bandera de Noruega          | Noruega      |
| 13 de septiembre de 2014 | FC ZD Oud-Heverlee, Lovaina               | Bélgica      | Bandera de Bélgica          | 11:0 (3:0) | Bandera de Grecia           | Grecia       |
| 17 de septiembre de 2014 | Nadderud, Bekkestua                       | Noruega      | Bandera de Noruega          | 0:2 (0:0)  | Bandera de los Países Bajos | Países Bajos |
| 17 de septiembre de 2014 | Veria, Veria                              | Grecia       | Bandera de Grecia           | 0:2 (0:0)  | Bandera de Albania          | Albania      |
| 17 de septiembre de 2014 | Estadio municipal de Abrantes, Abrantes   | Portugal     | Bandera de Portugal         | 0:1 (0:1)  | Bandera de Bélgica          | Bélgica      |

### Grupo 6
| Equipo      | Pts | PJ | PG | PE | PP | GF | GC | Dif |
| ----------- | --- | -- | -- | -- | -- | -- | -- | --- |
| Inglaterra  | 30  | 10 | 10 | 0  | 0  | 52 | 1  | 51  |
| Ucrania     | 22  | 10 | 7  | 1  | 2  | 34 | 9  | 25  |
| Gales       | 19  | 10 | 6  | 1  | 3  | 18 | 9  | 9   |
| Turquía     | 12  | 10 | 4  | 0  | 6  | 12 | 31 | -19 |
| Bielorrusia | 6   | 10 | 2  | 0  | 8  | 12 | 31 | -19 |
| Montenegro  | 0   | 10 | 0  | 0  | 10 | 6  | 53 | -47 |

| Fecha                    | Lugar                                        |             |                        | Resultado  |                        |             |
| ------------------------ | -------------------------------------------- | ----------- | ---------------------- | ---------- | ---------------------- | ----------- |
| 21 de septiembre de 2013 | Seward Stadium, Bournemouth                  | Inglaterra  | Bandera de Inglaterra  | 6:0 (4:0)  | Bandera de Bielorrusia | Bielorrusia |
| 26 de septiembre de 2013 | Cardiff City Stadium, Cardiff                | Gales       | Bandera de Gales       | 1:0 (0:0)  | Bandera de Bielorrusia | Bielorrusia |
| 26 de septiembre de 2013 | Fratton Park, Portsmouth                     | Inglaterra  | Bandera de Inglaterra  | 8:0 (6:0)  | Bandera de Turquía     | Turquía     |
| 26 de octubre de 2013    | Gorodskoi, Molodechno                        | Bielorrusia | Bandera de Bielorrusia | 3:1 (2:0)  | Bandera de Montenegro  | Montenegro  |
| 26 de octubre de 2013    | The Den, Londres                             | Inglaterra  | Bandera de Inglaterra  | 2:0 (0:0)  | Bandera de Gales       | Gales       |
| 31 de octubre de 2013    | Gradski, Niksic                              | Montenegro  | Bandera de Montenegro  | 1:4 (0:2)  | Bandera de Ucrania     | Ucrania     |
| 31 de octubre de 2013    | 5 Ocak, Adana                                | Turquía     | Bandera de Turquía     | 0:4 (0:2)  | Bandera de Inglaterra  | Inglaterra  |
| 23 de noviembre de 2013  | Gradski, Niksic                              | Montenegro  | Bandera de Montenegro  | 0:3 (0:1)  | Bandera de Gales       | Gales       |
| 28 de noviembre de 2013  | Yeni Buca, Izmir                             | Turquía     | Bandera de Turquía     | 3:1 (1:0)  | Bandera de Montenegro  | Montenegro  |
| 13 de febrero de 2014    | Adana 5 Ocak Stadı, Adana                    | Turquía     | Bandera de Turquía     | 0:1 (0:1)  | Bandera de Ucrania     | Ucrania     |
| 4 de abril de 2014       | Atatürk, Eskişehir                           | Turquía     | Bandera de Turquía     | 1:5 (0:5)  | Bandera de Gales       | Gales       |
| 5 de abril de 2014       | American Express Community Stadium, Brighton | Inglaterra  | Bandera de Inglaterra  | 9:0 (4:0)  | Bandera de Montenegro  | Montenegro  |
| 9 de abril de 2014       | Parc Y Scarlets, Llanelli                    | Gales       | Bandera de Gales       | 1:1 (0:1)  | Bandera de Ucrania     | Ucrania     |
| 10 de abril de 2014      | Gradski, Niksic                              | Montenegro  | Bandera de Montenegro  | 1:7 (1:1)  | Bandera de Bielorrusia | Bielorrusia |
| 7 de mayo de 2014        | Spartak Stadion, Mogilev                     | Bielorrusia | Bandera de Bielorrusia | 1:2 (0:0)  | Bandera de Turquía     | Turquía     |
| 8 de mayo de 2014        | Greenhous Meadow, Shrewsbury                 | Inglaterra  | Bandera de Inglaterra  | 4:0 (1:0)  | Bandera de Ucrania     | Ucrania     |
| 8 de mayo de 2014        | Nantporth, Bangor                            | Gales       | Bandera de Gales       | 4:0 (3:0)  | Bandera de Montenegro  | Montenegro  |
| 14 de junio de 2014      | Arena Lviv, Lviv                             | Ucrania     | Bandera de Ucrania     | 7:0 (2:0)  | Bandera de Montenegro  | Montenegro  |
| 14 de junio de 2014      | Bridge Meadow, Haverfordwest                 | Gales       | Bandera de Gales       | 1:0 (1:0)  | Bandera de Turquía     | Turquía     |
| 14 de junio de 2014      | Traktor, Minsk                               | Bielorrusia | Bandera de Bielorrusia | 0:3 (0:2)  | Bandera de Inglaterra  | Inglaterra  |
| 19 de junio de 2014      | Pod Malim Brdom, Petrovac                    | Montenegro  | Bandera de Montenegro  | 2:3 (1:1)  | Bandera de Turquía     | Turquía     |
| 19 de junio de 2014      | Arena Lviv, Lviv                             | Ucrania     | Bandera de Ucrania     | 1:2 (0:2)  | Bandera de Inglaterra  | Inglaterra  |
| 19 de junio de 2014      | Traktor, Minsk                               | Bielorrusia | Bandera de Bielorrusia | 0:3 (0:0)  | Bandera de Gales       | Gales       |
| 2 de agosto de 2014      | FFU training center, Kiev                    | Ucrania     | Bandera de Ucrania     | 8:0 (2:0)  | Bandera de Bielorrusia | Bielorrusia |
| 20 de agosto de 2014     | Traktor, Minsk                               | Bielorrusia | Bandera de Bielorrusia | 1:3 (0:1)  | Bandera de Ucrania     | Ucrania     |
| 21 de agosto de 2014     | Cardiff City Stadium, Cardiff                | Gales       | Bandera de Gales       | 0:4 (0:4)  | Bandera de Inglaterra  | Inglaterra  |
| 13 de septiembre de 2014 | Arena Lviv, Lviv                             | Ucrania     | Bandera de Ucrania     | 8:0 (3:0)  | Bandera de Turquía     | Turquía     |
| 17 de septiembre de 2014 | Arena Lviv, Lviv                             | Ucrania     | Bandera de Ucrania     | 1:0 (0:0)  | Bandera de Gales       | Gales       |
| 17 de septiembre de 2014 | Pod Malim Brdom, Petrovac                    | Montenegro  | Bandera de Montenegro  | 0:10 (0:4) | Bandera de Inglaterra  | Inglaterra  |
| 17 de septiembre de 2014 | Minareli Çavuş Spor Tesisleri, Bursa         | Turquía     | Bandera de Turquía     | 3:0 (1:0)  | Bandera de Bielorrusia | Bielorrusia |

### Grupo 7
| Equipo     | Pts | PJ | PG | PE | PP | GF | GC | Dif |
| ---------- | --- | -- | -- | -- | -- | -- | -- | --- |
| Francia    | 30  | 10 | 10 | 0  | 0  | 54 | 3  | 51  |
| Austria    | 21  | 10 | 7  | 0  | 3  | 31 | 14 | 17  |
| Finlandia  | 21  | 10 | 7  | 0  | 3  | 27 | 9  | 18  |
| Hungría    | 12  | 10 | 4  | 0  | 6  | 20 | 25 | -5  |
| Kazajistán | 4   | 10 | 1  | 1  | 8  | 8  | 30 | -22 |
| Bulgaria   | 1   | 10 | 0  | 1  | 9  | 3  | 62 | -59 |

| Fecha                    | Lugar                                    |            |                       | Resultado   |                       |            |
| ------------------------ | ---------------------------------------- | ---------- | --------------------- | ----------- | --------------------- | ---------- |
| 21 de septiembre de 2013 | Kazhimukan Munaytpasov, Astaná           | Kazajistán | Bandera de Kazajistán | 0:2 (0:0)   | Bandera de Finlandia  | Finlandia  |
| 21 de septiembre de 2013 | Vöcklabruck, Vöcklabruck                 | Austria    | Bandera de Austria    | 4:0 (1:0)   | Bandera de Bulgaria   | Bulgaria   |
| 25 de septiembre de 2013 | Kazhimukan Munaytpasov, Astaná           | Kazajistán | Bandera de Kazajistán | 0:4 (0:4)   | Bandera de Francia    | Francia    |
| 25 de septiembre de 2013 | Turku Stadium, Turku                     | Finlandia  | Bandera de Finlandia  | 2:1 (1:0)   | Bandera de Austria    | Austria    |
| 26 de octubre de 2013    | Lovech Stadion, Lovech                   | Bulgaria   | Bandera de Bulgaria   | 1:1 (1:1)   | Bandera de Kazajistán | Kazajistán |
| 26 de octubre de 2013    | Estadio József Bozsik, Budapest          | Hungría    | Bandera de Hungría    | 0:3 (0:2)   | Bandera de Austria    | Austria    |
| 31 de octubre de 2013    | Estadio József Bozsik, Budapest          | Hungría    | Bandera de Hungría    | 4:0 (2:0)   | Bandera de Bulgaria   | Bulgaria   |
| 31 de octubre de 2013    | Töölön jalkapallostadion, Helsinki       | Finlandia  | Bandera de Finlandia  | 1:0 (1:0)   | Bandera de Kazajistán | Kazajistán |
| 31 de octubre de 2013    | Sonnensee Stadion, Ritzing               | Austria    | Bandera de Austria    | 1:3 (0:2)   | Bandera de Francia    | Francia    |
| 23 de noviembre de 2013  | ETO Park, Győr                           | Hungría    | Bandera de Hungría    | 4:1 (0:1)   | Bandera de Kazajistán | Kazajistán |
| 23 de noviembre de 2013  | Lovech Stadion, Lovech                   | Bulgaria   | Bandera de Bulgaria   | 0:10 (0:6)  | Bandera de Francia    | Francia    |
| 28 de noviembre de 2013  | MMArena, Le Mans                         | Francia    | Bandera de Francia    | 14:0 (10:0) | Bandera de Bulgaria   | Bulgaria   |
| 5 de abril de 2014       | Lovech Stadion, Lovech                   | Bulgaria   | Bandera de Bulgaria   | 1:6 (0:4)   | Bandera de Austria    | Austria    |
| 5 de abril de 2014       | ETO Park, Györ                           | Hungría    | Bandera de Hungría    | 0:4 (0:2)   | Bandera de Finlandia  | Finlandia  |
| 5 de abril de 2014       | Jean-Bouin, Angers                       | Francia    | Bandera de Francia    | 7:0 (5:0)   | Bandera de Kazajistán | Kazajistán |
| 9 de abril de 2014       | MMArena, Le Mans                         | Francia    | Bandera de Francia    | 3:1 (3:0)   | Bandera de Austria    | Austria    |
| 10 de abril de 2014      | Helsinki Fotball Stadium, Helsinki       | Finlandia  | Bandera de Finlandia  | 4:0 (2:0)   | Bandera de Hungría    | Hungría    |
| 7 de mayo de 2014        | Léo Lagrange, Besançon                   | Francia    | Bandera de Francia    | 4:0 (1:0)   | Bandera de Hungría    | Hungría    |
| 7 de mayo de 2014        | Astana Arena, Astaná                     | Kazajistán | Bandera de Kazajistán | 4:1 (3:1)   | Bandera de Bulgaria   | Bulgaria   |
| 14 de junio de 2014      | Tsentralniy, Almaty                      | Kazajistán | Bandera de Kazajistán | 1:2 (0:0)   | Bandera de Hungría    | Hungría    |
| 14 de junio de 2014      | Stadion Wiener Neustadt, Wiener Neustadt | Austria    | Bandera de Austria    | 3:1 (2:0)   | Bandera de Finlandia  | Finlandia  |
| 18 de junio de 2014      | Helsinki Fotball Stadium, Helsinki       | Finlandia  | Bandera de Finlandia  | 4:0 (1:0)   | Bandera de Bulgaria   | Bulgaria   |
| 19 de junio de 2014      | Tsentralniy, Almaty                      | Kazajistán | Bandera de Kazajistán | 0:3 (0:1)   | Bandera de Austria    | Austria    |
| 20 de agosto de 2014     | Estadio József Bozsik, Budapest          | Hungría    | Bandera de Hungría    | 0:4 (0:3)   | Bandera de Francia    | Francia    |
| 21 de agosto de 2014     | Lovech Stadion, Lovech                   | Bulgaria   | Bandera de Bulgaria   | 0:8 (0:5)   | Bandera de Finlandia  | Finlandia  |
| 13 de septiembre de 2014 | ISS, Vantaa                              | Finlandia  | Bandera de Finlandia  | 0:2 (0:1)   | Bandera de Francia    | Francia    |
| 13 de septiembre de 2014 | NV Arena, Sankt Pölten                   | Austria    | Bandera de Austria    | 4:3 (3:2)   | Bandera de Hungría    | Hungría    |
| 17 de septiembre de 2014 | Stade de l'Épopée, Calais                | Francia    | Bandera de Francia    | 3:1 (1:1)   | Bandera de Finlandia  | Finlandia  |
| 17 de septiembre de 2014 | Paschinger Waldstadion, Pasching         | Austria    | Bandera de Austria    | 5:1 (2:0)   | Bandera de Kazajistán | Kazajistán |
| 17 de septiembre de 2014 | Lovech Stadion, Lovech                   | Bulgaria   | Bandera de Bulgaria   | 0:7 (0:2)   | Bandera de Hungría    | Hungría    |

## Play offs
Clasifican a los play-offs las cuatro selecciones que hayan obtenido los mejores resultados ante los primeros, terceros, cuartos y quintos de cada grupo. No se consideran los partidos ante los últimos de cada grupo.
| Equipo       | Pts | PJ | PG | PE | PP | GF | GC | Dif |
| ------------ | --- | -- | -- | -- | -- | -- | -- | --- |
| Italia       | 19  | 8  | 6  | 1  | 1  | 22 | 5  | 17  |
| Países Bajos | 19  | 8  | 6  | 1  | 1  | 29 | 5  | 24  |
| Escocia      | 18  | 8  | 6  | 0  | 2  | 21 | 6  | 15  |
| Ucrania      | 16  | 8  | 5  | 1  | 2  | 23 | 8  | 15  |
| Rusia        | 16  | 8  | 5  | 1  | 2  | 12 | 16 | -4  |
| Austria      | 15  | 8  | 5  | 0  | 3  | 21 | 13 | 8   |
| Islandia     | 13  | 8  | 4  | 1  | 3  | 16 | 9  | 7   |

### Cuadro
El sorteo se llevó a cabo el 23 de septiembre de 2014, a las 14:00 local en Nyon, Suiza.
|  | Semifinales                  | Semifinales                  | Semifinales                  |   |              | Final                          | Final                          | Final                          |  |
|  | 25 al 30 de octubre del 2014 | 25 al 30 de octubre del 2014 | 25 al 30 de octubre del 2014 |   |              | 22 al 27 de noviembre del 2014 | 22 al 27 de noviembre del 2014 | 22 al 27 de noviembre del 2014 |  |
|  |                              |                              |                              |   |              |                                |                                |                                |  |
|  |                              |                              |                              |   |              |                                |                                |                                |  |
|  | Escocia                      | 1                            | 0                            |   |              |                                |                                |                                |  |
|  | Escocia                      | 1                            | 0                            |   |              |                                |                                |                                |  |
|  | Países Bajos                 | 2                            | 2                            |   |              |                                |                                |                                |  |
|  | Países Bajos                 | 2                            | 2                            |   | Países Bajos | 1                              | 2                              |                                |  |
|  |                              |                              |                              |   | Países Bajos | 1                              | 2                              |                                |  |
|  |                              |                              | Italia                       | 1 | 1            |                                |                                |                                |  |
|  | Italia                       | 2                            | Italia                       | 1 | 1            | 2                              |                                |                                |  |
|  | Italia                       | 2                            |                              |   |              | 2                              |                                |                                |  |
|  | Ucrania                      | 1                            | 2                            |   |              |                                |                                |                                |  |
|  | Ucrania                      | 1                            | 2                            |   |              |                                |                                |                                |  |
|  |                              |                              |                              |   |              |                                |                                |                                |  |

### Semifinales
| 25 de octubre de 2014 | Escocia           | 1:2 (0:2) | Países Bajos                   | Estadio Tynecastle, Edimburgo, Escocia |                             |
|                       | Little 49' (pen.) | Reporte   | Martens 10' · Melis 23' (pen.) | Árbitro(s): Kateryna Monzul            | Árbitro(s): Kateryna Monzul |

| 25 de octubre de 2014 | Italia                        | 2:1 (2:1) | Ucrania          | Centro d'Italia, Rieti, Italia |                           |
|                       | Cernoia 1' · Gabbiadini 45+1' | Reporte   | Apanaschenko 34' | Árbitro(s): Jana Adámková      | Árbitro(s): Jana Adámková |

| 30 de octubre de 2014 | Países Bajos            | 2:0 (0:0) | Escocia | Sparta Stadion, Róterdam, Países Bajos |                            |
|                       | Martens 51' · Melis 77' | Reporte   |         | Árbitro(s): Esther Staubli             | Árbitro(s): Esther Staubli |

| 29 de octubre de 2014 | Ucrania        | 2:2 (1:0) | Italia                      | Arena Lviv, Leópolis, Ucrania |                            |
|                       | Dyatel 26' 47' | Reporte   | Gabbiadini 55' · Panico 79' | Árbitro(s): Efthalia Mitsi    | Árbitro(s): Efthalia Mitsi |

### Final
| 22 de noviembre de 2014 | Países Bajos | 1:1 (0:1) | Italia         | Kyocera Stadion, La Haya  |                           |
|                         | Miedema 54'  | Reporte   | 19' Gabbiadini | Árbitro(s): Teodora Albon | Árbitro(s): Teodora Albon |

| 27 de noviembre de 2014 | Italia                   | 1:2 (0:2) | Países Bajos   | Estadio Marcantonio Bentegodi, Verona |                               |
|                         | Van der Gragt 53' (a.g.) | Reporte   | Miedema 9' 43' | Árbitro(s): Bibiana Steinhaus         | Árbitro(s): Bibiana Steinhaus |

## Clasificados
| Bandera de Alemania | Bandera de España | Bandera de Francia | Bandera de Inglaterra | Bandera de Noruega | Bandera de Suiza | Bandera de Suecia | Bandera de los Países Bajos |
| Alemania            | España            | Francia            | Inglaterra            | Noruega            | Suiza            | Suecia            | Países Bajos                |